# پندار (رمان)
پندار (به انگلیسی: Illusions: The Adventures of a Reluctant Messiah) عنوان رمانی است نوشتهٔ نویسنده آمریکایی ریچارد باخ.
داستان این کتاب در مورد منجی به نام شیمودا می‌باشد که راوی داستان در سفری که با هواپیمای کوچک خود می‌کرده‌است به صورت اتفاقی با شیمودا آشنا می‌شود که ریچارد راوی داستان بعد از آشنای شیمودا اصول مهمی را از شیمودا یادمی‌گیرد.
این کتاب توسط لادن جهانسوز به فارسی ترجمه شده‌است. نام این کتاب در برخی از ترجمه‌ها، «اوهام» برگردانده شده‌است.
گفتاوردی از رمان پندار که در پشت جلد برخی نسخه‌ها آمده:
اکنون باید آزمود
که آیا مأموریتت بر روی زمین
به پایان رسیده
یا نه
اگر هنوز زنده‌ای
پس
به پایان نرسیده